# Organization for the Advancement of Structured Information

Logo

Organization for the Advancement of Structured Information (OASIS; svensk förkortning Oasis) är ett internationellt konsortium som arbetar med standarder inom strukturerad information. Bland dessa kan nämnas WS-BPEL, ebXML, Docbook, Opendocument och PLCS.